# Чук и Гек. Большое приключение
«Чук и Гек. Большое приключение» — российский художественный фильм 2022 года режиссёра Александра Котта, экранизация рассказа Аркадия Гайдара «Чук и Гек». Главные роли в нём сыграли Андрей Андреев, Юрий Степанов, Владимир Вдовиченков и Юлия Снигирь. Картина получила высокие оценки критиков.

## Сюжет
Литературной основой сценария фильма стал рассказ Аркадия Гайдара «Чук и Гек». При этом сюжет претерпел существенные изменения.
В начале картины главные герои, дружные, но очень озорные братья Чук и Гек, живут с любящей мамой в Москве и скучают по отцу, который ищет молибден далеко на Севере. Чтобы встретить наступающий Новый год всей семьёй, мама и дети отправляются в путешествие к Синим горам.В тайге они долго дожидаются появления отца, ушедшего на время на другую стоянку, и за это время переживают ряд приключений: блуждают в тайге, сталкиваются с дикими животными, проваливаются под речной лёд. Появляется ещё одна героиня — Хозяйка Медной горы из одноимённого сказа Павла Бажова (дочь этого писателя была женой сына Гайдара). В финале она помогает отцу Чука и Гека найти молибден, и семья воссоединяется.

## В ролях
- Андрей Андреев — Чук
- Юрий Степанов-младший — Гек
- Владимир Вдовиченков — папа
- Юлия Снигирь — мама
- Александр Самойленко — ямщик
- Анатолий Попов — сторож
- Игорь Письменный — сосед
- Наталия Коляканова — соседка
- Тимофей Трибунцев — командир
- Милена Софронова — Хозяйка Медной горы
- Роман Мадянов — зритель, опоздавший на концерт
- Вениамин Смехов — текст от автора

## Создание и оценки
Работа над фильмом началась в декабре 2019 года. Съёмки проходили в 2021 году в окрестностях города Губаха в 250 км от Перми (здесь съёмочная группа столкнулась с экстремальными погодными условиями), в натурных декорациях и в павильонах на «Мосфильме». В конце августа 2022 года появился тизер-трейлер, 22 декабря того же года фильм вышел в театральный прокат. Телевизионная премьера состоялась 6 января 2023 года на канале «СТС».
Фильм получил положительные рецензии в российской прессе. По данным агрегатора «Критиканство», средняя оценка составила 78 из 100. Сусанна Альперина из «Российской газеты» назвала картину «настоящим крупномасштабным блокбастером», в котором подвергаются переосмыслению все существующие шаблоны, связанные с российским Севером. Юлия Шагельман из «Коммерсанта» написала в своей рецензии: «Весьма удачно, что история тут рассказывается с точки зрения детей, даже в самые суровые времена не замечающих плохого и способных... разглядеть в окружающей реальности сказку»). Среди немногих фильмом остался недоволен видеоблоггер BadComedian, который счёл сценарий глупым и нелогичным, но при этом похвалил актёров и декораторов.